# Gilberto Correa
Gilberto Emiro Correa Romero (Maracaibo, Zulia, Veneçuela, 24 de febrer de 1943), més conegut com a Gilberto Correa, és un locutor, periodista i presentador de la televisió veneçolana. Es va iniciar en programes juvenils i musicals dins del canal Venevisión, per a després ser, de 1989 a 1996, amfitrió del programa Súper Sábado Sensacional.
Va ser conductor principal del Miss Veneçuela per 24 anys consecutius (1972-1996) i tres vegades com a animador convidat (2002, 2003 i 2006). Actualment està retirat dels espectacles, encara que ha realitzat diversos comercials per a algunes marques.

## Biografia i carrera artística
Gilberto Correa va néixer a la ciutat de Maracaibo, de pares de classe mitjana zuliana. Des de nen va destacar, el seu caràcter va ser forjat en la tenacitat i disciplina de col·legis militars i internats. Als vint anys després de realitzar un curs de locutor a Radio Popular de la seva ciutat natal, orientat per la seva germana Gladys Correa, realitza el seu primer comercial i treballa a diverses ràdios locals. Més tard comença com a comunicador social de la Universitat del Zulia.
Es trasllada a Caracas i el 1965 entra com a conductor del programa Ritmo y Juventud del canal Venevisión. Més tarde el 1969, anima el musical De fiesta con Venevisión que va durar fins 1978, encara que el programa tornaria (en color) per un breu període entre 1981 i 1982.
Entre 1984 i 1989 va ser amfitrió d'un espai de faràndula anomenat Close Up, el qual en l'actualitat va ser reprès en 2010, i és transmès per Venevisión Plus conduït per Federica Guzmán.
No va ser fins a l'arribada de Sábado Sensacional, conduït per Amador Bendayán que va començar aparèixer esporàdicament en aquest programa. Més tard el 1988 era un amfitrió secundari i el 1989, després de la mort de Bendayán, Correa assumeix el rol complet.
Allí va romandre per molts anys generant nivells d'audiència molt alts, a més d'obtenir el reconeixement internacional. També al costat de Liana Cortijo, Carmen Victoria Pérez, Bárbara Palacios i Maite Delgado condueix el Miss Veneçuela i les seves respectives gales de presentació de candidates en 25 ocasions consecutives (de 1972 a 1996) i 2 esporàdiques (2002 i 2003; totes dues com a convidat). No va ser fins a 1997 que lliura la conducció a Daniel Sarcos i es retira del canal.
Aquest mateix any migra al canal Televen i realitza diferents programes, entre ells Flash i El momento de la verdad.
En la seva llarga carrera figura també la presentació de programes i esdeveniments especials dins i fora de Veneçuela com a especials musicals i d'aniversari del canal, el Meridiano de Oro, rebudes a les veneçolanes que guanyaren Miss Univers (el 1979, 1981, 1986 i 1996) i Miss Món (el 1981, 1984, 1991 i 1995) quan van tornar al país després de guanyar les corones, diverses edicions de Señorita México (el conductor principal de la qual era Raúl Velasco) durant la dècada dels anys 1980 i el xou de presentació de candidates a Miss Univers 1982 (els conductors principals del qual eren Pepe Ludmir, Silvia Maccera i Johnny López) a Lima, Perú, entre d'altres.
En 2011 va tenir una participació especial a Súper sábado sensacional pel 50 aniversari de Venevisión, i en 2013 en un homenatge al productor Joaquín Riviera.
L'any 2018 li va ser atorgat el doctorat honoris causa per la Universitat Catòlica Santa Rosa i es va crear la primera promoció de locutors certificats d'aquesta casa d'estudis en el seu nom.
Correa es va casar cinc vegades, d'on va tenir els seus dos fills (Karina Correa i Carlos Enrique Correa). L'últim matrimoni el va contreure amb Diana Nuñez el 29 de desembre de 2017 el civil que va realitzar l'acte va ser l'alcalde de Baruta Darwin González. Vivia a Caracas, fins que en el 2015 va ser segrestrat i va marxar de Veneçuela. El 10 de desembre de 2017 en una entrevista realitzada per Shiley Varnagy va confessar patir de Parkinson.
El 29 de setembre de l'any 2018 és homenatjat amb una estrella de platí, en el Boulevard Amador Bendayán, en el seu programa Super Sábado Sensacional.

## Programes
| Nom del programa          | Període                          | Cadena     | Observacions |
| ------------------------- | -------------------------------- | ---------- | --- |
| Ritmo y juventud          | 1965                             | Venevisión | Comença com a co-animador junt amb Ricardo Peña i Winston Vallenilla.                                                                      |
| De fiesta con Venevisión  | 1969-1978; 1981-1982             | Venevisión | N/A |
| Miss Venezuela            | 1972-1996; 2002-2003; 2006; 2018 | Venevisión | En 2006 participà com a animador invitat i a 2018 va ser la veu en off per la presentació oficial de Henrys Silva.                         |
| Close Up                  | 1984-1989                        | Venevisión | Des de 2010 es transmet a través de Venevisión Plus amb distint format                                                                     |
| Súper Sábado Sensacional  | 1989-1996                        | Venevisión | Durant els anys 70 i 80 va participar com co-animador. En 2007, 2011 i 2013 tornaria com a animador convidat i en 2018 per a un homenatge. |
| Festival de la Orquídea   | 1989-1996                        | Venevisión | Segment del programa Súper Sábado Sensacional.                                                                                             |
| Sábado Gigante            | 1992                             | Univisión  | Va participar com a animador convidat en un programa especial dedicat a les víctimes del Huracà Andrew.                                    |
| Flash                     | 1998-1999                        | Televen    | N/A |
| El momento de la verdad   | 2002                             | Televen    | N/A |
| Con la V de Veneçuela     | 2003                             | Venevisión | Programa especial que repassa la histària de Venevisión amb Daniel Sarcos.                                                                 |
| Juan Gabriel: El especial | 2016                             | Venevisión | Anticipació de Venevisión a l'estrena de la sèrie Hasta que te conocí                                                                      |